# Le Poët-Sigillat
Le Poët-Sigillat è un comune francese di 118 abitanti situato nel dipartimento della Drôme della regione dell'Alvernia-Rodano-Alpi.

## Società

### Evoluzione demografica
Abitanti censiti